# エチオピアの国章
エチオピアの国章（エチオピアのこくしょう、英語: The Coat of arms of Ethiopia）は、1996年から現在の形となった、エチオピアの国旗に使用されている国章。青の円に、光線を発している金色の五芒星を含んでいる。この五芒星は、旧エチオピアの皇族の先祖だとされるソロモン王の紋章が起源とされ、「ソロモンの星」と呼ばれる。今日では、五芒星は人々の結束とエチオピアの愛国心を表す。
帝政時代（エチオピア帝国）の国章は皇帝を象徴するユダヤの獅子（ライオン）を中心に据えたものであり、これもまた国旗の中心に使用されていた。

## 過去の国章

帝政時代の国章
帝政時代の国章に使われているユダヤの獅子
デルグ時代、社会主義エチオピアの国章
エチオピア人民民主共和国の国章
エチオピア暫定政権の国章